# Терет доказивања
Терет доказивања (лат. Argumentum ad ignorantiam) је логичка грешка типа аргумент из незнања која настаје када уместо да говорник изнесе доказе за своју тврдњу, тражи од свог саговорника да изнесе доказе за супротно, те тиме покушава да да валидност свом аргументу. У питању је логичка грешка зато што није на саговорнику да докаже да је нешто нетачно, већ на говорнику да докаже оно што говори. Додатан је проблем у грешки то што када су у питању докази у науци, јер наука не може доказати да нешто не постоји. Научник због научног скептицизма не може доказати да било шта 100% није могуће, ма колико била апсурдна тврдња, јер је скептицизам део научног метода. 

## Раселов чајник
Раселов чајник је аналогија филозофа Бертранда Расела којом илуструје тврдњу да није на скептику да оповргне базе оног што је немогуће проверити у религији, него да је на вернику да их докаже. Овим примером он скреће пажњу на терет доказивања као логичку грешку. У чланку који се зове "Is there а God?", написаном 1952. године за часопис Illustrated Magazine (али који никад није био објављен), Расел је написао:
Многи правоверни људи сматрају како је посао скептика да оборе усвојене догме, а не догматика да их докажу. Ово је, наравно, грешка. Ако бих рекао да порцелански чајник кружи по елиптичној орбити око Сунца, између Земље и Марса, нико не би могао да оспори моју тврдњу, под условом да сам био пажљив и напоменуо како је чајник исувише мали и да се не може видети ни кроз најмоћније телескопе. Ако даље кажем како је, с обзиром на то да моју тврдњу нико не може оборити, недопустиво да људски разум у њу сумња, с правом би се могло рећи да говорим бесмислице. Међутим, ако би постојање оваквог чајника било потврђено у древним књигама, ако би се сваке недеље славио као свети предмет и идеја о њему утискивала у умове деце у школама, оклевање да се поверује у постојање таквог предмета постало би знак ексцентричности, а сумњичавац би привукао пажњу психијатра у доба просветитељства или инквизиције у ранијим временима.